# Midagesidurga
Midagesidurga és una antiga fortificació de muntanya a 1.047 metres d'altura al districte de Tumkur a Karnataka. Hauria agafat el nom d'una princesa cremada en aquest lloc junt amb el cos del seu marit. Les ranis de la família van conservar la fortalesa fins al 1670 quan fou conquerida pels naiks de Maddagiri que la van conservar fins que fou conquerida per Haidar Ali el 1761. El 1767 la van ocupar els marathes però Tipu Sultan la va reconquerir el 1774.